# Dreiviertelmond
Dreiviertelmond ist ein deutscher Spielfilm des Regisseurs Christian Zübert aus dem Jahr 2011. Die Tragikomödie basiert auf einer gemeinsamen Idee Züberts und dessen Frau İpek und entstand nach Züberts Drehbuch. Sie handelt von dem grantigen Nürnberger Taxifahrer Hartmut Mackowiak, dargestellt von Elmar Wepper, der sich nach einem Familienunglück gezwungen sieht, vorübergehend die Fürsorge für die sechsjährige Türkin Hayat zu übernehmen. Neben Wepper traten unter anderem Mercan Türkoğlu, Ivan Anderson, Özay Fecht, Katja Rupé und Marie Leuenberger vor die Kamera.
Hergestellt wurde Dreiviertelmond von der die film gmbh in Koproduktion mit dem Bayerischen Rundfunk und arte. Die Dreharbeiten fanden von Oktober bis November 2010 in Nürnberg, der Fränkischen Schweiz sowie in Istanbul statt. Der fertige Film feierte auf dem Filmfest Hamburg Uraufführung, ehe die Produktion ab 13. Oktober 2011 im Majestic Filmverleih zur Vorführung freigegeben wurde. Kritiker bewerteten die Produktion überwiegend positiv und hoben vornehmlich das Spiel von Wepper und Türkoğlu hervor. Zübert gewann 2011 den Bayerischen Filmpreis in der Kategorie „Drehbuch“, während Türkoğlu für ihre Darstellung mit einem Bambi prämiert wurde.

## Handlung
Während ihre Mutter Gülen beruflich verreist, soll die sechsjährige Hayat bei ihrer in Deutschland lebenden türkischen Großmutter Nezahat in Nürnberg bleiben. Bei der Anreise vom Flughafen lernen die beiden den eher fremdenfeindlich eingestellten, missmutigen Taxifahrer Hartmut Mackowiak kennen, zu dem Hayat – anders als ihre Mutter – trotz seiner Art und der Sprachbarriere sofort Vertrauen fasst. Nachdem Gülen abgereist ist, erleidet Nezahat während des Gebets einen Schwächeanfall und wird bewusstlos. Hayat kann den Notarzt alarmieren, bleibt vor der Notaufnahme jedoch allein zurück.
Als sie vor dem Krankenhaus Hartmut entdeckt, steigt sie kurzerhand auf die Rückbank seines Taxis und schläft ein. Dieser bringt die schlafende Hayat daraufhin nach Hause und lässt sie in der verlassenen Wohnung auf dem Sofa zurück. Am nächsten Tag sieht er aus schlechtem Gewissen und unter dem Vorwand, sein Geld für Hayats Mitfahrt am Vorabend einfordern zu wollen, doch noch nach ihr. Vor Ort muss Hartmut feststellen, dass Hayat auf sich alleine gestellt ist. Da er ihre Mutter nicht erreichen kann, fährt er Hayat schließlich zu Nezahat in die Klinik, wo sie erfahren, dass diese inzwischen im Koma liegt.
Hartmut, der zwei Monate zuvor nach 35 Ehejahren von seiner Frau Christa verlassen wurde, erkennt, dass Hayat ohne Betreuung ist, und nimmt sie widerwillig auf, nachdem sowohl von ihm aufgespürte Bekannte von Hayats Familie als auch seine Tochter Verena sich weigern, ein paar Tage für das Mädchen zu sorgen. Unterdessen erfährt er, dass Christa ein Verhältnis mit einem anderen Mann hat, und spioniert den beiden nach, begleitet von Hayat, mit der er sich langsam anfreundet. So können die beiden ausfindig machen, wo Christas Liebhaber wohnt, und auch einen Unfall inszenieren, bei dem dessen Auto einen Blechschaden davonträgt.
Als er nach einiger Zeit Hayats entfremdeten Vater ausfindig macht, kann er das Kind, das zunächst nicht bei seinem Erzeuger bleiben will, in dessen Obhut lassen. Die Rückkehr in den gewohnten Alltag fällt Hartmut nach der abrupten Trennung jedoch schwer. Er fasst sich daraufhin ein Herz und bittet seine Frau, zu ihm zurückzukehren, doch diese will ihr neues Liebesglück nicht aufgeben und konfrontiert ihn mit ihrem Wunsch nach der Scheidung. Die Endgültigkeit ihrer Entscheidung trifft Hartmut schwer. Wenige Augenblicke nach ihrem Gespräch vor Christas Arbeitsstelle wird er in einen Autounfall verwickelt und landet schließlich leicht verletzt im Krankenhaus.
Nach seiner Genesung besucht er wiederholt Nezahat am Krankenbett, doch diese verstirbt bald darauf, ohne aus dem Koma erwacht zu sein. Kurze Zeit später sucht Gülen ihn auf, um sich nach ihrer Wiederkehr für seine Fürsorge zu bedanken und sich gemeinsam mit Hayat von ihm zu verabschieden. Hartmut kann die Gelegenheit nutzen, sich mit der gekränkten Hayat zu versöhnen, ehe diese mit ihrer Mutter wieder in die Türkei zurückreist. Am Ende des Films reist Hartmut selbst nach Istanbul. Dort fragt er einen Kellner in seinem Hotel nach der Bedeutung des Namens der Kleinen und erfährt, dass Hayat übersetzt „Leben“ bedeutet.

## Hintergrund

### Vorproduktion
Dreiviertelmond basiert auf einer Idee Christian Züberts, der selbst aus Franken stammt, und seiner türkischen Frau İpek. Beiden fiel im Zusammenleben immer wieder auf, dass kein größerer Gegensatz zu finden sei als zwischen der fränkischen und der türkischen Mentalität. Aus diesem Eindruck heraus schufen sie die Charaktere Hartmut und Hayat und begannen die Arbeiten an einem Drehbuch, welches die Freundschaftsgeschichte zwischen einem fränkischen Taxifahrer und einem kleinen türkischen Mädchen erzählen sollte.
Schauspieler Elmar Wepper war bereits während des Schreibens Züberts Wunschkandidat für die Rolle des Hartmut. Beide hatten bereits bei Züberts Lammbock – Alles in Handarbeit (2001) zusammengearbeitet und waren seither in Kontakt geblieben. Wepper sagte unmittelbar nach Lektüre des Drehbuchs zu. Weitaus schwieriger gestaltete sich die Suche nach einer Darstellerin für die Rolle der Hayat, deren Besetzung rund ein halbes Jahr dauerte. Trotz der üblichen Casting-Aufrufe bei Agenturen und an Schulen sowie zeitaufwändigen Streetcastings war das Feedback eher zögerlich. Zübert stieß schließlich auf die Berlinerin Mercan Türkoğlu, die Tochter einer Freundin einer Freundin, die er erst drei Wochen vor Drehbeginn bei einem Wochenendbesuch der Familie kennengelernt hatte.

### Dreharbeiten

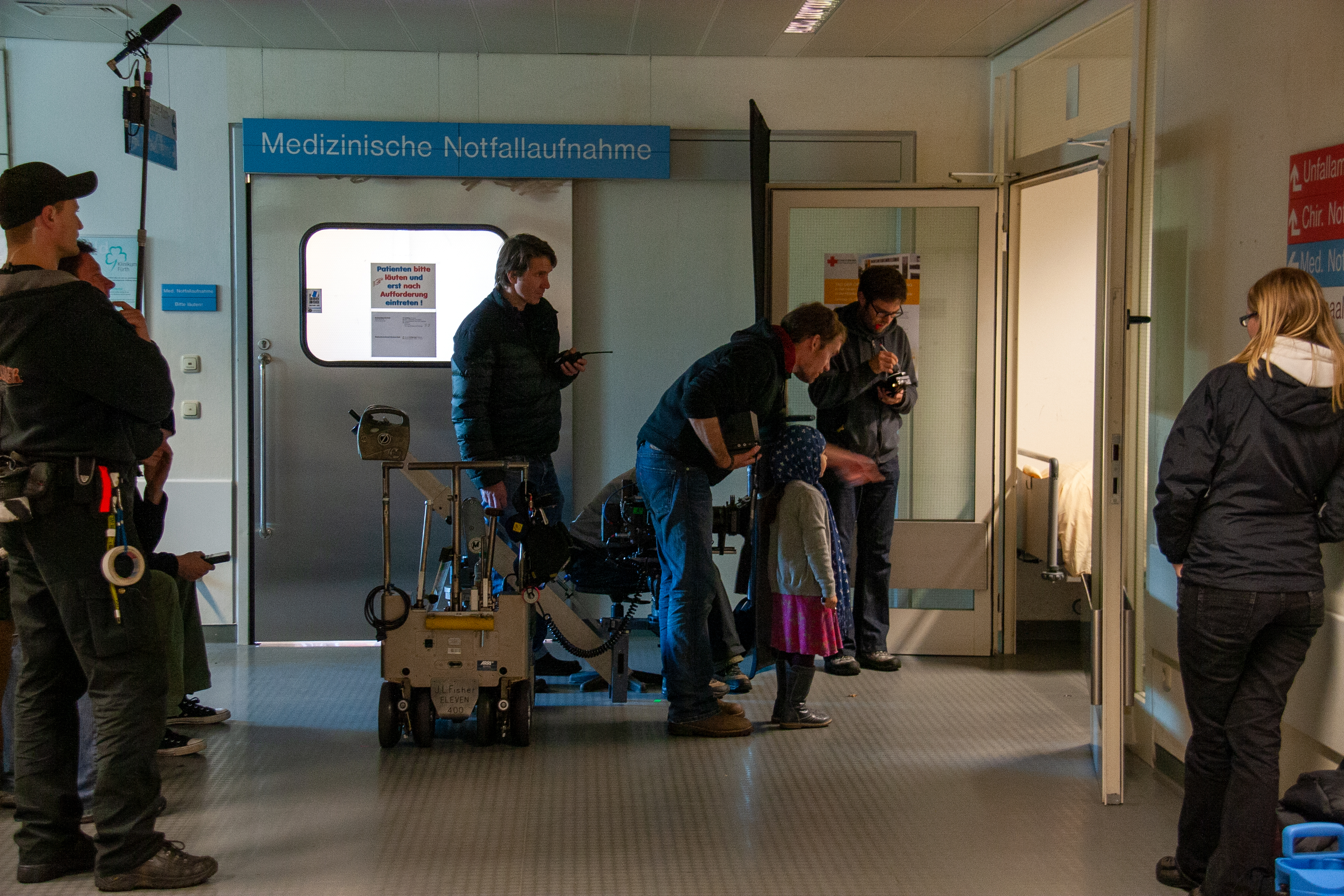
Dreharbeiten mit Mercan Türkoğlu am Klinikum in Fürth (2010).

Dreiviertelmond ist eine Produktion der Die Film unter Leitung der beiden Produzenten Robert Marciniak und Uli Aselmann in Co-Produktion mit dem Bayerischen Rundfunk und arte und wurde mit Mitteln des FilmFernsehFonds Bayern (FFF Bayern), der Filmförderungsanstalt (FFA) und des Deutschen Filmförderfonds (DFFF) finanziert. Die Redaktion lag bei Hubert von Spreti, Jochen Kölsch und Nadja Dumouchel. Das Produktionsbudget betrug rund zwei Millionen Euro.
Die Dreharbeiten fanden an 30 Drehtagen zwischen 12. Oktober und 22. November 2010 in Nürnberg, Fürth, der Fränkischen Schweiz sowie im türkischen Istanbul statt. Nürnberg und das benachbarte Fürth als Spiel- und Hauptdrehorte zu wählen, lag für Zübert, der die Frankenmetropole als unverbrauchtes Kinomotiv bezeichnete und die Stadt aufgrund ihrer großen türkischen Community als repräsentativ empfand, auf der Hand. Die Pressestelle der Stadt Nürnberg als auch die lokale Flughafengesellschaft unterstützten das Projekt maßgeblich. Um das Drehpensum trotz Türkoğlus Alter erledigen zu können, entschied sich die Herstellungsleitung oft dazu, die Drehtage zu splitten, um einen halben Tag mit Türkoğlu drehen und die andere Hälfte für weitere Szenen nutzen zu können. Zübert begegnete diesen Umstände mit vielen Proben und stellte ihr darüber hinaus einen Schauspielcoach zur Seite.

## Kritiken
Jan Görner von Filmstarts bezeichnete Dreiviertelmond als „wunderbar aufrichtigen Film über eine ungewöhnliche Begegnung und den Zusammenprall zweier Kulturen.“ Die Produktion vermeide die Gefahr, „in Klischees und Plattitüden zu verfallen“, werde jedoch „bei allem Geschick des Regisseurs und Drehbuchautors erst durch seinen Hauptdarsteller endgültig zu etwas Besonderem.“ Wepper zeige „erneut seine Fähigkeit, sich darstellerisch neu zu erfinden“ und trage „den Film über alle in seiner Rolle angelegten Widersprüche hinweg fast im Alleingang“.

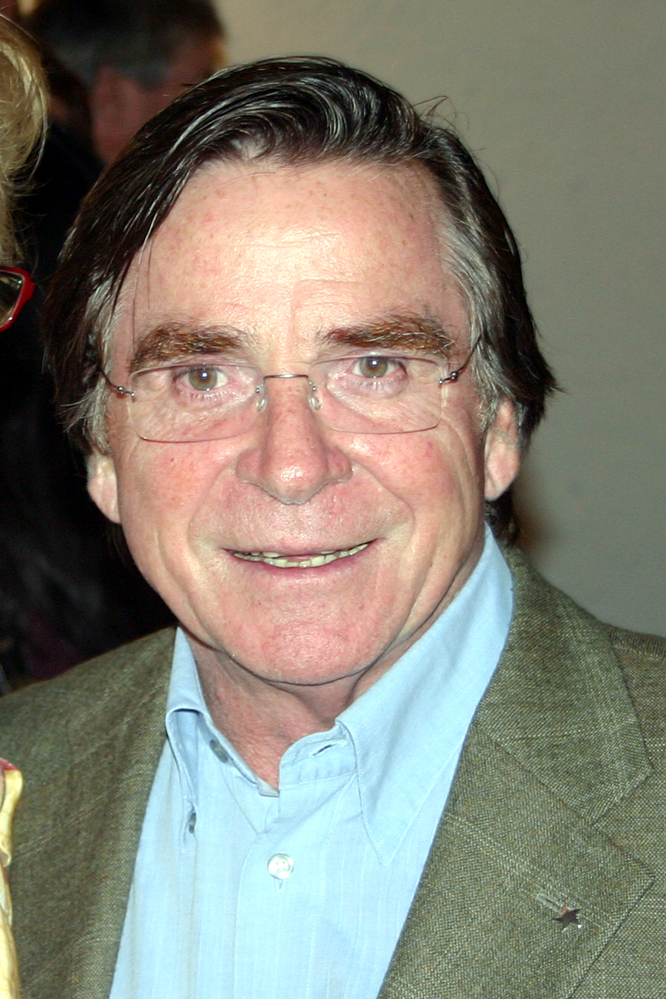
Elmar Wepper erhielt ausnahmslos positive Kritiken für sein Spiel im Film.

  Annett Scheffel von der Süddeutschen Zeitung befand, dass es „statt prototypischer Missverständnisse zwischen Deutschen und Türken“ in dem Film „um die kluge Beobachtung der Völkerverständigung in einer ganz normalen Stadt wie Nürnberg“ ginge. Züber vermeide es, „die Begegnung der Figuren als klischeebeladenen Culture-Clash zu inszenieren“. Vielmehr lebe Dreiviertelmond von den „kleinen Gesten der Figuren“, deren Balance der Regisseur „zwischen Hartmuts ruppiger Sachlichkeit und seiner Sorge um das Mädchen“ finde. Die „Rolle des misanthropischen Taxifahrers“ sei Wepper auf den Leib geschrieben. Auch seine Leistung bewahre den Film „vor der Abfahrt ins Multikulti-Rührstück“.
Welt Online schrieb: „Wenn man diesem sehr feinen, sehr unaufdringlichen Film eines vorwerfen will, dann eigentlich nur, dass er bei aller Herzenswärme, die er verströmt, doch ein bisschen vorhersehbar ist.“ Die Online-Ausgabe verglich den Film mit Andreas Dresens Episodenfilm Nachtgestalten (1999) und lobte die Darstellung der beiden Hauptcharaktere: „Als Hartmut zeigt [Wepper] nun einmal mehr, dass er zu Unrecht übersehen wurde. Sehr genau weiß er die Balance zwischen Grantlertum und Empathie zu halten, ohne seine Figur je zu verraten. Auf der anderen Seite ist die kleine Mercan Türkoğlu aus Berlin in ihrem frühen Kinodebüt eine wahre Offenbarung: ein Kind, das man einfach liebhaben muss.“
Der film-dienst kritisierte, dass dem Film „emotionale Intensität und Strahlkraft“ fehle. „Zu viel wird ausgespielt, zu oft ausgesprochen, wofür man längst keine Worte mehr brauchte.“ Dreiviertelmond sei eher für das Fernsehen geeignet als für die Kinoleinwand. Jedoch erzähle er eine „anrührende Geschichte“ mit „vielen niedlichen Szenen“ und „besitzt ein großes Herz für seine verlorenen Figuren“.

## Erfolg
Der Film hatte am 30. September 2011 auf dem Filmfest Hamburg Premiere. Der offizielle deutsche Kinostart folgte schließlich am 13. Oktober. Bis Ende 2012 erreichte Dreiviertelmond in Deutschland etwa 384.000 Kinobesucher. TV-Premiere war am 18. Oktober 2013 auf Arte.

## Auszeichnungen
Die Deutsche Film- und Medienbewertung (FBW) verlieh dem Film das Prädikat „besonders wertvoll“. In ihrer Jury-Begründung resümierte sie: „Vielleicht wird manchmal ein wenig zu vorhersehbar erzählt (Hartmut muss nicht an jeder zweiten Straßenecke beinahe jemanden anfahren, sodass man schon fast ungeduldig darauf wartet, dass der Unfall nun endlich passieren möge). Aber es gibt auch schöne, überraschende Wendungen im Drehbuch (Hartmuts Taxifahrt mit seinem Widersacher) und sowohl die Locations (endlich einmal Nürnberg und nicht immer München), das genau auf den Punkt gecastete Schauspielerensemble, die zugleich diskrete und präzise Kameraarbeit sowie der warmherzige Grundton des Films tragen dazu bei, dass der Film mit dem Prädikat "besonders wertvoll" ausgezeichnet wird“.
Christian Zübert erhielt im Jahr 2011 den Bayerischen Filmpreis für das Drehbuch von Dreiviertelmond. 2012 folgte eine Nominierung für den Deutschen Filmpreis in der Kategorie „Bester programmfüllender Spielfilm“ sowie ein Bambi in der Kategorie „Talent“ für Hayat-Darstellerin Mercan Türkoğlu. Zübert erhielt ferner den Deutschen Regiepreis Metropolis in der Kategorie „Beste Regie Kinofilm“. Die von Friedrich Schloffer gesprochene Audiodeskription des Films wurde 2013 für den deutschen Hörfilmpreis in der Kategorie „Kino“ nominiert.